# Devilman Lady
Ne doit pas être confondu avec Devilman.
 (janvier 2017).
Devilman Lady (デビルマンレディー, Debiruman Redī, littéralement « La Femme Démoniaque ») est une série de mangas d'action et horreur japonaise écrite et illustrée par Gō Nagai. Le manga a été prépublié dans le magazine Morning du 30 janvier 1997 au 6 juillet 2000, puis relié en 17 volumes par Kōdansha. Le manga a été adapté en une série d'animes de 26 épisodes, qui a été diffusées sur la chaîne Mainichi Broadcasting System du 10 octobre 1998 au 9 mai 1999. Aux États-Unis, c'est ADV Films qui dispose des droits d'exploitation de la licence.
L'histoire tourne autour de Jun Fudo, une professeure qui a été attaquée par des démons alors qu'elle accompagnait ses élèves durant un voyage scolaire. Dans le feu de l'action, Jun se transforme en Devilman Lady et défend les survivants en tuant les démons grâce à sa force nouvellement acquise. Dès lors, elle protégera l'humanité en se battant contre les bêtes diaboliques et leurs créations.

## Résumé

### Manga
Jun Fudo est une professeure qui a élevé son petit frère Hikaru alors que leur père était aux États-Unis. Un jour, durant une sortie scolaire avec ses étudiants, Jun commence à faire des cauchemars diurnes inhabituels. Toutefois le pire se profile quand un groupe de démons, auparavant camouflés sous la forme d'artistes martiaux, tentent de violer Jun et les filles de son groupe d'étudiants. Alors qu'elle se fait violer, Jun sent son âme se déchirer, entraînant la terrifiante transformation qui lui fait prendre la forme de Devilman Lady. Alors en possession d'une nouvelle force surhumaine, elle protège les filles survivantes en tuant les démons qui les ont attaquées. À la suite de cela, une femme nommée Lan Asuka apparaît et annonce à Jun que c'est elle qui a réveillé le pouvoir de la bête qui sommeillait en elle.
Déstabilisée par sa transformation, ainsi que par l'apparition de Lan Asuka et de son père, Jun ne parvient plus à comprendre ce qui lui arrive. Le professeur Fudo lui raconte l'histoire d'un phénomène étrange qui se serait produit dans des bidonvilles plusieurs années auparavant. Connu comme le « Syndrome de la Bête Diabolique » (SBD), les victimes se transformaient en démons qui violaient les femmes avant de les dévorer, supprimant tous les souvenirs de leur vie passée, mais leur octroyant une force et des capacités surhumaines.
Le professeur Fudo ne pense pas que le « Syndrome de la Bête Diabolique » soit d'origine surnaturelle, et le considère plutôt comme la prochaine étape de l’évolution de l'homme, l'appelant même « un moyen naturel pour gérer la surpopulation humaine ». Il déclare même que certaines personnes ont été génétiquement modifiées afin de conserver leur conscience tout en ayant le SBD, et que Jun est l'une d'entre elles. Jun désormais la Devilman Lady va alors combattre les bêtes diaboliques et leurs créations afin de protéger l'humanité.

### Anime
Jun Fudo est une jolie supermodel qui est idolâtrée par beaucoup. Elle a également un sombre secret que même elle ne connaît pas au départ. Dans son ADN réside un gène menant à la prochaine évolution de l'espèce humaine, le « Syndrome de la Bête Diabolique » (SBD), également présent dans le sang de super-humains bestiaux terrorisant la ville. Contrairement à eux, Jun réussi à conserver son humanité et est alors recrutée par la mystérieuse Lan Asuka, membre d'une organisation gouvernementale secrète servant à contrôler et éliminer les créatures qui s'en prennent à l'humanité. Jun, désormais également connue sous le nom de Devilman Lady, se met alors en quête d'exterminer ses congénères bestiaux. Toutefois, il lui est difficile de conserver sa santé mentale dans cette situation qu'elle n'a jamais choisie.
Bien que le SBD puisse rester dormant pendant plusieurs années, une fois qu'il se déclare il n'y a aucun remède pour lutter contre lui. Les personnes atteintes du SBD finissent pas se transformer en créatures monstrueuses dotées de supers pouvoirs et d'une incroyable résistance, mais perdent le contrôle d'elles-mêmes. La transformation semble se faire en lien avec la personnalité de la victime (un nageur se transformera en bête ayant des traits de poisson par exemple). Ceux qui conservent suffisamment leurs facultés humaines peuvent choisir quand et comment ils se transforment. De plus, les contaminés assez puissants peuvent utiliser le Giga Effect qui leur octroie encore plus de force et les fait grandir jusqu'à atteindre la taille d'un immeuble.
Par la suite, alors que le syndrome est largement répandu, on apprend qu'il n'est pas transmis par un virus, mais par des données sensorielles. Le simple fait d'exposer ses cinq sens près d'une bête diabolique suffit à contracter le syndrome. De plus, plus une personne passe de temps en présence d'une bête diabolique, plus sa transformation sera similaire. Toutefois, on constate que le simple fait de développer le SBD ne suffit pas à se transformer en bête sanguinaire, et que ceux que Jun a été obligée d'anéantir étaient seulement des individus incapables d'accepter leur changement.
À la fin de la série, on apprend que le SBD est simplement la prochaine étape inévitable dans l'évolution de l'espèce humaine. L'idée que ce changement soit négatif disparaît progressivement et l'histoire se termine sur une note positive quand Jun passe devant deux filles ayant des queues en train de jouer ensemble.

## Personnages

### Manga
Jun Fudo (不動 ジュン, Fudō Jun)
Lan Asuka (アスカ 蘭, Asuka Ran)
C'est une agente secrète qui cherche à arrêter les bêtes diaboliques.
Akira Fudo (不動 明, Fudō Akira) / Devilman / Devil Mask
Il apparaît pour la première fois sous une forme éthérique dans la chambre de Lan Asuka et l'accuse d'être la réincarnation de Satan.
Ryo Utsugi (宇津木 涼, Utsugi Ryō) / Dante
Il est la réincarnation du poète italien Dante Alighieri.
Aoi Kurosaki (黒崎 あおい, Kurosaki Aoi)
Elle fait sa première apparition dans le 3e tome du manga et est décrite comme l'ennemie jurée de Jun alors qu'elles concourent pour les Olympiques. Peu importe combien Jun essaye de gagner, Aoi est toujours plus rapide. Toutefois, cette dernière est en réalité amoureuse de Jun, mais ne trouve pas d'autre moyen de lui montrer que par la rivalité. Sa transformation en bête diabolique s'est faite graduellement depuis qu'elle était petite. C'est le résultat de sa haine pour son beau-père qui abusait d'elle sexuellement. Sa personnalité en tant que bête diabolique est indépendante d'elle et se moque de son côté humain.
Vlava
C'est le dieu d'un pays fictif d'Europe. Il ressemble beaucoup au minotaure crète avec une tête de vache. Quand Vlava et ses suivants descendent en enfer avec Jun, il rencontre Jinmen et forme une alliance avec lui dans le but d'éliminer Devilman qui protège Jun. Il se fait tuer en enfer par ce dernier, mais réapparaît par la suite pour se joindre à l'armée des bêtes diaboliques de Dante.

### Anime
Jun Fudo (不動 ジュン, Fudo Jun)
Voix japonaise : Junko Iwao
Au début de l'histoire, Jun est une brillante supermodel de Tōkyō. Elle est calme, timide et semble éviter la plupart des interactions sociales, à deux exceptions près: elle est très ouverte à sa manager et très amicale envers une aspirante modèle nommée Kazumi. Elle est repérée par une femme nommée Lan Asuka, qui la force à se battre contre un genre de loup-garou appelé « bête diabolique ». Alors que cela déchire Jun, ses pouvoirs s'éveillent et elle se transforme à son tour en bête diabolique. Grâce à ses nouveaux pouvoirs elle parvient à battre la bête avant de retrouver sa forme humaine. Asuka lui parle alors de son appartenance à une unité militaire connue sous le nom d'« Alliance Humaine », qui a pour objectif de traquer et éliminer tous ceux qui sont affectés par le « Syndrome de la Bête Diabolique » (SBD). Elle lui explique aussi que si elle ne les aide pas à chasser les bêtes, alors ils la chasseront également, ne laissant pas à Jun d'autre choix que d’obéir à Asuka. Toutefois, elle découvre que ce n'est pas seulement cette menace qui la fait obéir, mais également quelque chose à propos d'Asuka qu'elle n'arrive pas à combattre. À mesure que la série progresse, Jun devient de plus en plus indépendante.
Devilman Lady
L'alter-ego de Jun, elle est bruyante, violente et impétueuse. Sa nature agressive et impitoyable a tendance à rendre ses combats sanglants. En tant que bête diabolique, ses sens sont exacerbés et elle est nyctalope. Ses facultés de récupération sont aussi améliorées, à la limite de la régénération et sa force lui permet de tordre sans soucis des poutrelles métalliques. Elle est également capable de voler grâce à de grandes ailes qu'elle peut replier dans son dos. De plus elle peut couper pratiquement tout avec le tranchant de ses avant-bras et générer une énergie électrique destructrice qu'elle utilise pour attaquer ses ennemis. Toutefois, sa capacité la plus puissante reste le Giga Effect, qui lui permet notamment de grandir jusqu'à atteindre la taille d'un immeuble. Dans cette forme elle dispose des mêmes capacités que Great Mazinger. Elle est pourchassée par de nombreuses personnes et bêtes diaboliques car elle est capable de garder sa conscience humaine et d'utiliser le Giga Effect.
Lan Asuka (アスカ 蘭, Asuka Ran)
Voix japonaise : Kaoru Shimamura
Née à Jersey City dans le New Jersey, d'une mère américaine et d'un père japonais,, elle est l'agent qui a recruté Jun dans l'Alliance Humaine et elle occupe un poste haut placé au sein du gouvernement. Elle est froide, agressive et manipulatrice et ne se soucie guère des gens qui sont sous ses ordres. Lorsqu'elle force Jun à se battre contre la bête diabolique Wolver, elle se fiche de la survie de Jun, même si elle n'a aucune preuve qu'elle est également une bête diabolique. À mesure que l'histoire avance, elle montre un intérêt pour la sécurité de cette dernière, même si elle reste cruelle envers elle. Ses intentions diffèrent de celles de l'organisation pour laquelle elle travaille et elle opère souvent dans le secret.
Kazumi Takiura (滝浦 和美, Takiura Kazumi)
Voix japonaise : Kazusa Murai
C'est une jeune aspirante modèle fan de Jun. Elle rencontre par hasard son idole durant une audition, alors qu'elle se trouve dans le mauvais bâtiment. Les deux femmes deviennent amies proches et Jun se comporte comme un mentor pour Kazumi. Elle a été attaquée et ses parents ont été brutalement tués par des bêtes diaboliques qui la visaient pour punir Jun, qu'elles considèrent comme une traîtresse. Kazumi est alors recueillie par Jun alors qu'elle ignore tout de sa vie nocturne, même si elle soupçonne quelque chose. Au fil de l'histoire, la relation entre les deux filles évolue et devient presque romantique.
Dr Jason Bates (ジェイソン・ベイツ, Jeison Beitsu)
Voix japonaise : Ryūsei Nakao
Il est scientifique dans le laboratoire Samuelson dans le New Jersey et à la tête du département de recherche sur les bêtes diaboliques. Il voyage au Japon afin d'observer les combats de Jun pour ses recherches et déclare que les bêtes diaboliques ne sont pas mauvaises et qu'il les comprend. Plus tard, il sauve Jun en se transformant en Bates, le Devilman qui réside en lui. Il est d'ailleurs le premier à avoir réussi à conserver sa conscience humaine malgré le SBD, et lutter au côté des humains. Sous cette forme, il possède une immense force, deux cornes acérées similaire à celles de Gaiking (en) et peut utiliser les capacités des autres bêtes diaboliques en buvant leur sang. Toutefois, contrairement à Jun, il est incapable d'utiliser le Giga Effect et il agit parfois comme s'il préférerait se comporter de la même manière sauvage que ses congénères bêtes diaboliques.
Kiyoshi Maeda (前田 清, Maeda Kiyoshi)
Voix japonaise : Takumi Yamazaki
C'est l'assistant personnel de Lan Asuka et le chauffeur de Jun. Bien qu'il travail pour Asuka, il se sent concerné par la situation de Jun et essaie de l'aider du mieux qu'il peut. Au cours de l'histoire, il est entraîné dans une conspiration qui pourrait lui coûter la vie, et il apprend des secrets choquants sur le passé d'Asuka et ses plans pour le futur.
Tatsuya Yuasa (湯浅 辰也, Yuasa Tatsuya)
Voix japonaise : Naoya Uchida
Il est l'un des agents de longue date de Jun. Il a une femme et une fille qui l'aiment. Toutefois, après la première transformation de Jun, il commence à s’inquiéter pour elle, et finit par en tomber amoureux.
Satoru (サトル)
Voix japonaise : Mami Koyama
Bien qu'il soit encore enfant, il est chef d'une organisation de bêtes diaboliques militant pour le génocide des humains. C'est un ennemi intelligent et dangereux que Jun a sous-estimé à plusieurs reprises. Il considère cette dernière comme une traîtresse à son sang et cherche à faire de sa vie un enfer. Il a un corps très résistant, des ailes de papillon et le pouvoir de se transformer en papillon. Il peut également léviter, contrôler les esprits, désactiver les équipements électroniques par la pensée et invoquer des gardiens corbeaux. Contrairement aux autres personnages de la série, on ne se réfère pas à lui par son nom. De plus, bien qu'il apparaisse dans le 3e épisode, il ne réapparaît qu'à partir de l'épisode 14, durant lequel il devient le principal antagoniste jusqu'à la fin de la série.

#### Bêtes diaboliques
À l'origine humains, les bêtes diaboliques, aussi appelées « démons » et « créatures bestiales », sont des prédateurs carnivores très évolués. Les bêtes diaboliques deviennent plus fortes en chassant et dévorant des humains, mais peuvent se transformer en humains quand elles n'ont aucune proie. Certains bêtes diaboliques peuvent grandir grâce au Giga Effect, une réaction chimique provoquée par des impulsions électriques dans les organes sensoriels.
Wolver (épisodes 1 et 2)
Il a des griffes tranchantes et son Giga Effect lui procure une seconde paire de bras dans la cage thoracique.
Kazar (épisode 2)
Il a une carapace de scarabée renforcée, de puissantes pinces et des pattes de mille-pattes comme des lances. Il est ressuscité par Naperius dans l'épisode 20.
Reguzaimo (épisode 2)
Il a de grands crocs de rat et peut invoquer des perce-oreilles carnivores. Il est ressuscité par Naperius dans l'épisode 20.
Harpy (épisodes 3 et 14)
Elle a des serres tranchantes et est capable de voler. Elle ressemble beaucoup à Siren de l'OVA de Devilman. Elle est ressuscitée par Naperius dans l'épisode 20.
Jelum (épisode 4)
Elle a des tentacules extensibles et peut émettre des quantités massives de dioxyde de carbone. Quand elle est sous forme humaine, elle est appelée Noriko Oda. Elle ressemble beaucoup à Biollante des films Godzilla.
Mamiga (épisode 5)
Elle a des dents pointues, une queue puissante et des tentacules dans la bouche. Elle est capable de nager très vite et se fait appeler Aoi Kurosaki sous sa forme humaine.
Fayrace (épisode 6)
Elle a des griffes tranchantes et trois queues semblables à des fouets. Sous sa forme humaine, elle s’appelle Hitomi Konno.
Aerial (épisode 7)
En plus d'être rapide et de sauter haut, il a des bras tels des faux et une queue puissante. Il peut utiliser le Giga Effect après avoir absorbé une énorme quantité d'eau.
Supageru (épisode 8)
Il a une tête de tyrannosaure sur chaque épaule, quatre bras équipés de griffes aiguisées et est capable de sauter haut. Il est ressuscité par Naperius dans l'épisode 20.
Algoth (épisode 9)
Il a une grande résistance à la douleur et peut utiliser ses yeux comme des sondes volantes. Il est facilement brûlé et effrayé à l'idée d'être vu. Il est inspiré par la créature mythologique grec Argos.
Flame (épisode 10)
Son corps est embrasé et elle est extrêmement résistante à la douleur, peut léviter, changer de taille et a des dons de télékinésie. Elle mourra si elle arrête de flamboyer et s’appelle Remi Takashima quand elle est sous sa forme humaine.
Kiruna (épisode 11)
En plus d'avoir une longue queue parfaite pour attraper ou fouetter, elle est rapide, résistante aux projectiles, peut grimper aux murs et se dissimuler comme un caméléon. De plus, avec le Giga Effect elle peut envoyer des décharges électriques. Quand elle est sous forme humaine, on l'appelle Tachibana.
Faces (épisode 12)
Il est rapide et possède des bras équipés de lames. Il peut attacher des visages à son corps et utiliser le Giga Effect, qui le dote d'une seconde paire de mâchoires sur l'abdomen et lui permet d'envoyer des ondes de choque tranchantes. Ses pouvoirs d’absorption des humains sont très similaires à ceux de Jinmen dans les OVAs de Devilman.
Serpent Lubrique (épisode 13)
Il est rapide, peut absorber le sang avec sa langue et contrôler les esprits avec sa salive.
Agito (épisode 14)
Il a de nombreuses mâchoires sur l'abdomen et les épaules et des bras comme des faux. Ses mâchoires ressemblent beaucoup à celles de Dragonsaurus dans Grendizer, Getter Robo G, Great Mazinger: Kessen! Daikaijuu (en).
Krahn (épisode 14)
Il a des tentacules qui lui servent à contraindre ses victimes à la place des bras.
Gardiens Corbeaux (à partir de l'épisode 14)
Ils servent Satoru et sont très rapides et capables de se rendre invisibles. Lorsqu'ils ne se battent pas, ils peuvent prendre la forme de corbeaux ou d'humains.
Tanglofu (épisode 16)
Il a des langues enroulables, de la salive acide et une queue résistant aux explosions.
Imiteiru (épisode 16)
En plus d'avoir une queue enroulable, elle est capable de ramper sur les murs et se faire passer pour un humain.
Chiko (épisodes 18 à 21)
Elle est rapide et a des griffes tranchantes. Contrairement aux autres bêtes diaboliques, elle et ses amis ont le contrôle de leur transformation et ne se battent que pour se protéger.
Takeshi Maki (épisodes 19 à 25)
Il est capable d'émettre de l’électricité. Il était espion pour Akira dans la série Devilman originale, et sa forme de bête diabolique est un mélange entre la version en manga et en anime de Devilman. Comme Chiko, il a le contrôle sur sa transformation et ne tue pas par plaisir.
Megawamu (épisode 19)
Sa seul capacité connues est d'avoir des pattes de mille-pattes similaires à des lances.
Chiyoko (épisode 24)
Elle a un œil au milieu du front qui lui permet d'hypnotiser, utiliser une certaine forme de télépathie et envoyer des petites décharges sonores. Contrairement aux autres bêtes diaboliques, elle ne se transforme pas complètement, principalement grâce à l'influence de Jun.

##### Croisés
Quatre bêtes semblables à des oiseaux commandés par Satoru dans le dernier tiers de la série. Ils possèdent chacun la faculté de contrôler un élément. Dans l'épisode 23, ils fusionnent avec Satoru pour devenir Giga Satoru.
Higa Noboru / Andrus (épisode 17)
Ressemblant à un aigle, il maîtrise l'élément du feu. Lorsqu'il discute de ses pouvoirs avec Satoru, on peut le voir en train de peindre un modèle incomplet de Mazinger Z.
Kotura Kasumi / Malfath (épisode 19)
Ressemblant à un vautour, il maîtrise la foudre et a la capacité d'activer la transformation en bête diabolique chez les gens.
Izumi Kogure / Naperius (épisode 19)
Ressemblant à un cygne, elle maîtrise l'élément de la glace et a la capacité de régénérer et ressusciter les autres bêtes diaboliques.
Kitano Yuichi / Strass (épisode 19)
Ressemblant à un hibou, il maîtrise l'élément du vent.
Giga Satoru (épisode 23)
Il est capable de voler, de lancer des balles explosives et des lances métalliques à partir de ses mains, et faire apparaître une épée flamboyante.

## Médias

### Manga
Le manga Devilman Lady a été écrit et illustré par le mangaka Gō Nagai, et sérialisé du 30 janvier 1997 au 6 juillet 2000 dans le magazine de prépublication de mangas Weekly Morning. La série a par la suite été reliée en 17 tankōbons publiés par Kōdansha. La série a également été republiée plus tard par Kōdansha dans un format A6 plus petit et standard que le B6 d'origine,. L'histoire du manga est beaucoup plus violente et sexualisée que l'adaptation en anime, et montre des scènes durant lesquelles les personnages se font violer et torturer, ou encore démembrer dans un style gore et une profusion de sang.

#### Liste des volumes
| no | Japonais         | Japonais       |
| no | Date de sortie   | ISBN           |
| -- | ---------------- | -------------- |
| 1  | 19 juillet 1997  | 978-4063285277 |
| 2  | 21 octobre 1997  | 978-4063285420 |
| 3  | 21 janvier 1998  | 978-4063285567 |
| 4  | 21 avril 1998    | 978-4063285710 |
| 5  | 21 juillet 1998  | 978-4063285871 |
| 6  | 20 octobre 1998  | 978-4063286052 |
| 7  | 20 janvier 1999  | 978-4063286144 |
| 8  | 19 avril 1999    | 978-4063286243 |
| 9  | 19 juillet 1999  | 978-4063286410 |
| 10 | 20 octobre 1999  | 978-4063286564 |
| 11 | 14 décembre 1999 | 978-4063286656 |
| 12 | 21 février 2000  | 978-4063286755 |
| 13 | 21 mars 2000     | 978-4063286809 |
| 14 | 19 avril 2000    | 978-4063286861 |
| 15 | 22 mai 2000      | 978-4063286915 |
| 16 | 18 juillet 2000  | 978-4063286984 |
| 17 | 21 août 2000     | 978-4063287042 |

### Anime
Une adaptation en anime de 26 épisodes a été réalisée par Toshiki Hirano et produite par le studio TMS Entertainment. La diffusion a débuté le 10 octobre 1998 sur Mainichi Broadcasting System et s'est terminée le 9 mai 1999. L'adaptation en anime est très différente du manga et ne fait figurer que deux personnages de ce dernier, Jun Fudo et Lan Asuka.

#### Production
Lors de la création de l'anime de Devil Lady, de nombreux concepts et personnages ont été changés du manga original, qui est plus violent et sexualisé. Dans le manga, Jun est professeure et est beaucoup plus dure et brave. Le personnage de Kazumi n’apparaît pas dans le manga, et son apparence est basée sur le personnage de Miki Makimura, l'amie d'Akira Fudo dans la série Devilman.
L'apparence de Jun (sous sa forme humaine et de Devil Lady) est également un clin d’œil à la série Devilman. Sa forme de Devil Lady est similaire à celle de Devilman (incluant les jambes poilues de satyre) tel qu'il apparaît dans le manga original, mais sous sa forme de Giga Effect elle ressemble davantage au personnage de l'anime de 1972. En effet, en mode Giga, elle prend la forme d'une géante à la peau turquoise et aux yeux jaunes et n'a aucune pilosité corporelle, tout comme Devilman dans sa version anime.

#### Liste des épisodes
| No | Titre français | Titre japonais | Titre japonais | Date de 1re diffusion |
| No | Titre français | Kanji          | Rōmaji         | Date de 1re diffusion |
| --- | -------------- | -------------- | -------------- | --------------------- |
| 1 | Bête           | 獣             | Kemono         | 10 octobre 1998       |
| Jun Fudo fait de son mieux lors d'une séance de photographie, même si le photographe pense qu'elle est merveilleuse. Elle se fait ensuite attaquer par un loup-garou qui réveille la Devilman Lady qui sommeillait en elle. Après l'avoir vaincu, elle rencontre Lan Asuka, une femme mystérieuse et membre d'une organisation gouvernementale secrète cherchant à contrôler ou éliminer les bêtes diaboliques qui détruisent l'humanité. |                |                |                |                       |
| 2 | Sang           | 血             | Chi            | 18 octobre 1998       |
| Jun est amenée à gérer plus de choses qu'elle ne l'a jamais imaginé. Elle présente des capacités que l'Alliance Humaine (AH) n'avait jamais imaginées et relève ainsi des défis inattendus. Jun ne parvient toujours pas à croire ce qu'il lui arrive et se demande si tout cela n'est pas juste un cauchemar. |                |                |                |                       |
| 3 | Ailes          | 翼             | Tsubasa        | 25 octobre 1998       |
| Les bêtes diaboliques ne parviennent pas à comprendre pourquoi Jun s'attache aux humains et à leur infériorité, et cherchent à la punir pour sa trahison. Elles enquêtent alors sur ses proches et s'en prennent à Kazumi Takiura, une cible facile. Bien que Jun le découvre à temps pour sauver Kazumi, il est trop tard pour le reste de sa famille qui se fait violemment tuer par les bêtes diaboliques. |                |                |                |                       |
| 4 | Graine         | 胚             | Kyo            | 1er novembre 1998     |
| Jun est encore ébranlée par les incidents précédents, et se demande en quoi elle était différente des autres. Elle tombe dans l'apitoiement de soi quand elle réalise qu'elle est retenue captive par l'Alliance Humaine qui l'utilise pour détruire d'autres bêtes. Depuis sa dernière rencontre, Jun se méfie des gens dans les ombres. Une nouvelle bête avec une caractéristique inhabituelle est découverte. |                |                |                |                       |
| 5 | Requin         | 鮫             | Same           | 8 novembre 1998       |
| Grâce à Asuka, Jun retrouve de façon imprévue, Aoi Kurosaki, une ancienne amie du lycée. Leur amitié n'a pas durée car Jun et son ex-camarade de classe avaient des opinions différentes sur ce que leur relation aurait dû être. Pendant ce temps, Kazumi se sent un peu délaissée, même si la rencontre de Jun ne fait que renforcer le lien entre elles. |                |                |                |                       |
| 6 | Chat           | 猫             | Neko           | 15 novembre 1998      |
| Jun connaît une relation d'amour-haine lorsqu'elle rencontre Hitomi Konno, une supermodel rivale qui l’idolâtre et aime les chats. |                |                |                |                       |
| 7 | Brouillard     | 霧             | Kiri           | 22 novembre 1998      |
| Le risque que Jun perde son côté humain augmente avec chaque transformation. Les évènements récents rappellent à Jun une histoire que son grand-père lui racontait à propos de la Faucheuse, espérant ainsi la faire se coucher mais attisant finalement sa curiosité. |                |                |                |                       |
| 8 | Ennemi         | 敵             | Teki           | 29 novembre 1998      |
| L'AH continue ses efforts pour garder l'existence des bêtes diaboliques secrète. Un radiodiffuseur essaye de répandre la nouvelle. Jun est présentée au Dr Jason Bates, un américain travaillant au laboratoire Samuelson. Elle est venue pour observer le Giga Effect, qui transforme les bêtes diaboliques en géants. Bates ne pense pas que les bêtes soient mauvaises par nature mais croit au contraire qu'elles peuvent conserver leur âme humaine. La confrontation de Jun avec le radiodiffuseur ne se passe pas comme prévu et une bête diabolique arrive presque à la tuer. Toutefois, elle est sauvée par Jason, qui se révèle être lui aussi une bête diabolique. |                |                |                |                       |
| 9 | Yeux           | 眼             | Me             | 6 décembre 1998       |
| Jun se morfond sur ses échecs passés et la déception de Jason et Asuka. Alors qu'elle regarde par le store d'une fenêtre, elle sent quelque chose l'observer et se retrouve dans le parc pour une séance photo. Kazumi est photographiée, puis interviewée par Shiro Sakazawa, un détective privé intéressé par les évènements tragiques qu'elle a vécus. L'entourage de Jun commence à remettre sa santé mentale en question quand elle continue de se sentir observée. |                |                |                |                       |
| 10 | Flames         | 炎             | Honoo          | 13 décembre 1998      |
| Un grand feu suspect éclate dans le lotissement Sakura et les pompiers sont surpris de trouver un survivant dans les décombres. Jun et Asuka sont en désaccord sur le fait que le survivant soit une bête diabolique, d'autant plus qu'il s'agit d'un enfant. L'équipe d'investigation biochimique décide alors d'étudier l'enfant pour découvrir la vérité. Kazumi analyse un enregistrement envoyé par Sakazawa, et en se souvenant de son commentaire, commence à se questionner à propos de Jun. De plus, les dépars soudains et fréquents de cette dernière de l'aide pas à lui accorder sa confiance.                                                                   |                |                |                |                       |
| 11 | Boite          | 箱             | Hako           | 20 décembre 1998      |
| Un dirigeant d'un grand magasin disparaît après avoir été faussement accusé. Malheureusement, il n'est pas le seul à disparaître. Jun est alors appelée pour gérer cette situation dans un centre commercial, juste à temps pour Noël. |                |                |                |                       |
| 12 | Visages        | 顔             | Kao            | 10 janvier 1999       |
| Jun a des visions récurrentes d'un monde peuplé de bêtes diaboliques. Après l'avoir croisé dans la rue, Jason invite Jun dans un bar caverneux, où il l'accuse de prendre du plaisir à tuer, même si elle reste faible mentalement et physiquement. Les autorités découvrent des victimes sans visages, et Jason Bates est toujours obsédé par le Giga Effect. Les ordres d'Asuka reflètent le fait qu'elle pense que les bêtes diaboliques utilisant le Giga Effect ne sont plus contrôlables, mettant Jun en danger. |                |                |                |                       |
| 13 | Corde          | 縄             | Nawa           | 17 janvier 1999       |
| Jun participe à une séance photo avec Takai, une lycéenne et modèle inexpérimentée qui est plus intime que d'habitude. Jun montre de l’intérêt pour un appel téléphonique que Tatsuya Yuasa a reçu pendant la séance. Après cela, Jun agit de manière inappropriée envers Takai et montre du regret. Plus tard, Jun voit Sakazawa parler à Kazumi et Yuasa à deux moments distincts. Elle conclut que cet homme est une nuisance. Asuka récupère Jun et lui dit qu'elle va faire un tour dans le pays. Elle annonce à Jun qu'ils ont trouvé une victime avec un tiers du sang manquant du corps.                                                                              |                |                |                |                       |
| 14 | Maison         | 家             | Ie             | 24 janvier 1999       |
| Sakazawa se souvient de sa vie avant son obsession pour les bêtes diaboliques. Kazumi disparait et Jun se concentre sur sa recherche. Kazumi soupçonne alors qu'elle a été utilisée. L'AH est occupée avec une autre bête diabolique et reçoit l'aide de Bates. La bataille entre les deux factions commence à s'accélérer. |                |                |                |                       |
| 15 | Corbeaux       | 鴉             | Karasu         | 31 janvier 1999       |
| La conversation de Kazumi après la séance photo ravive les souvenirs de la mort de ses parents. Des corps et des corbeaux commencent à apparaître à des endroits étranges, tels que sur des lampadaires ou des poteaux électriques. L'avertissement de Sakazawa revient à l'esprit de Kazumi. Kiyoshi Maeda devient le chauffeur de Jun pendant qu'Asuka est au loin pour ses recherches sur les bêtes diaboliques. Kazumi est de nouveau remarquée par les bêtes diaboliques. |                |                |                |                       |
| 16 | Voix           | 聲             | Chin           | 7 février 1999        |
| La découverte de corps sur les poteaux électriques continue et l'Alliance Humaine commence à avoir du mal à garder l'existence des bêtes diaboliques secrète. Maeda est directement impliqué dans un combat contre une bête diabolique. La voix de Kazumi est un don du ciel pour Jun. |                |                |                |                       |
| 17 | Faim           | 飢             | Ki             | 14 février 1999       |
| Satoru continue de rallier des bêtes à sa cause et Jun commence à être haïe par les humains. Elle commence à perdre le contrôle de la Devilman Lady en elle. Elle parvient à se calmer et à reprendre sa forme humaine lorsque Asuka revient de son séjour. |                |                |                |                       |
| 18 | Corps          | 軀             | Ku             | 21 février 1999       |
| La bataille entre humains et bêtes diaboliques ne fait qu'empirer et le comportement d'Asuka attire de plus en plus l'attention de l'Alliance Humaine. |                |                |                |                       |
| 19 | Entraves       | 枷             | Kase           | 28 février 1999       |
| Kazumi a encore du mal à se faire à l'idée que des bêtes diaboliques arpentent librement la terre. Elle est inquiète à l'idée de faire confiance à d'autres bêtes que Jun. Yuasa est surprit de voir Maeda après leur dernière conversationn et les soupçons de ce dernier concernant Asuka grandissent encore. La bataille entre les humains et les bêtes n'est désormais plus un secret, tandis que Yuasa et Jun vivent une journée normale. La femme et la fille de Satomi évacuent en train, mais une bête apparaît et détruit le train. Jun se charge alors de sauver la fillette et tuer la bête.                                                                       |                |                |                |                       |
| 20 | Cadavres       | 骸             | Mukuro         | 7 mars 1999           |
| En Amérique, Asuka a un nouvel assistant privé, le capitaine Izume Kogure. Jun rencontre à contrecœur quelques anciennes connaissances bestiales, ainsi qu'un nouveau associé puissant de Satoru. Maeda découvre le passé secret d'Asuka. Jun et Satoru comparent leur volonté lors d'une grande bataille. |                |                |                |                       |
| 21 | Signe          | 印             | In             | 21 mars 1999          |
| Maeda découvre la vérité concernant l'inoculation de la transmutation RNA et en informe Jun. Kazumi se rapproche de ses nouveaux amis, mais désire toujours être avec Jun. |                |                |                |                       |
| 22 | Souhait        | 願             | Gan            | 11 avril 1999         |
| Jun reçoit l'aide inattendue de Kazumi alors que sa défaite est imminente. Kazumi se souvient de sa première rencontre avec Jun. Satoru continue d'agrandir son armée, ayant pour conséquence d’accroître les hostilités entre les humains et les bêtes diaboliques. Izumi s’inquiète pour Asuka. Jun évoque un souvenir d'enfance chez Kazumi, donnant à cette dernière l'envie d'aider Jun de toutes les façons possibles. |                |                |                |                       |
| 23 | Vie            | 命             | Inochi         | 18 avril 1999         |
| Jun devient légendaire parmi les bêtes diaboliques pacifistes et l'influence de Kazumi donne de l'espoir à ses nouveaux amis. Ils s'attendent à ce que Jun les sauvent tous. Alors que les plans d'Asuka deviennent de plus en plus clairs, Jun fait face à une bête d'une puissance surprenante. |                |                |                |                       |
| 24 | Cœur           | 心             | Kokoro         | 24 avril 1999         |
| Jun se lie d'amitié avec Chiyoko, une fille qui comprend trop bien son passé. Malheureusement, Chiyoko ne comprend ni pourquoi Jun devait faire tout ce qu'elle a fait, ni la fine ligne qu'elle ne doit pas franchir. |                |                |                |                       |
| 25 | Dieu           | 神             | Kami           | 2 mai 1999            |
| Les bêtes sont retenues prisonnières et Kyoko, Misaki, Takae et Takeshi tentent d'échapper à l'extermination dans la prison des bêtes. Asuka organise une fête de bienvenue peu amicale lorsque Jun retourne à Tokyo. |                |                |                |                       |
| 26 | Homme          | 人             | Nin            | 9 mai 1999            |
| Asuka se révèle être l'enfant de dieu et apparaît à travers le monde entier pour le faire comprendre à tout le monde. Jun se réveille dans un endroit inconnu et aperçoit Kazumi et toutes les bêtes piégées dans une prison construite avec des corps de bêtes. Jun décide de fusionner son âme avec celles des Démons et de Kazumi afin d'affronter Asuka dans une dernière bataille. |                |                |                |                       |